# Cazaux-Layrisse
Cazaux-Layrisse är en kommun i departementet Haute-Garonne i regionen Occitanien i södra Frankrike. Kommunen ligger i kantonen Saint-Béat som tillhör arrondissementet Saint-Gaudens. År 2022 hade Cazaux-Layrisse 61 invånare.

## Befolkningsutveckling
Antalet invånare i kommunen Cazaux-Layrisse
Referens:INSEE